# Воробьёвка (Липецкая область)
Воробьёвка — село Хлевенского района Липецкой области. Единственный населённый пункт Воробьёвского сельсовета.

## География
Село расположено в лесостепной ландшафтной зоне, представляющей собой расчлененную возвышенно-холмистую равнину с множеством впадин и оврагов.

## История
В документах первое упоминание о селе относится к 1713 году. Оно насчитывало 6 дворов первых поселенцев из соседнего села Воронежская Лозовка. Среди них был зажиточный крестьянин по фамилии Воробьев.

## Население
| 1859 | 1897  | 2009  | 2010  | 2012  | 2013 | 2014  |
| ---- | ----- | ----- | ----- | ----- | ---- | ----- |
| 1076 | ↗1929 | ↘1136 | ↘1047 | ↘1028 | ↘988 | ↗1002 |
| 2015 | 2016  | 2017  | 2018  | 2021  |      |       |
| ↘981 | ↗982  | ↗997  | ↘993  | ↗1129 |      |       |

## Инфраструктура
Имеется средняя школа, открыта в 1972 году.

## Русская православная церковь
В селе расположена церковь Михаила Архангела (Архангельская церковь), год постройки в первоначальном виде — 1862.

## Прежние названия порядков (улиц)
Нахаловка. Альшанка. Култук. Сенякино. Коптерка. Мелехин. Лог Кудояров. Избушки. Самодуровка. Выгон. Ярмихин. Борисов. Терехин. Кудаев